# Delilah DiCrescenzo

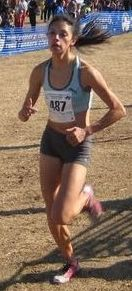
Springande Delilah DiCrescenzo.

Delilah DiCrescenzo, född 9 februari 1983, är en amerikansk långdistanslöpare som tävlar i damers 3000 meter hinder och terränglöpning. Hon har aldrig lyckats kvala in till de olympiska spelen, men har flera gånger deltagit i världsmästerskap och nationella mästerskap. Hon tävlar för NY-NJ Track Club på världsnivå.
Plain White T's sång Hey There Delilah har DiCrescenzo som förebild.

## Löparkarriär
2006 slutade hon på tredjeplats i hinderloppet, och vann 6000-meterstiteln vid mästerskapen i terränglöpning 2007. Hon kom till final i de olympiska uttagningarna 2008, men lyckades inte kvalificera sig till det olympiska laget. Hon lyckades bättre i åtföljande års terränglöpning. Vid de nationella mästerskapen slutade hon på en fjärde plats, och kvalade in till tävlan i världsmästerskapen, där hon slutade på en 33:e plats - näst bästa resultat av en nordamerikansk atlet efter Julie Culley. Hon var ledare för det amerikanska lag som tog guld vid de amerikanska mästerskapen, och vann en tävling över sex kilometer i Mt. Irvine Resort på Tobago, där hon slog andra amerikaner som tidigare slagit henne, såsom vid de nationella mästerskapen i terränglöpning.
DiCrescenzo kvalade in till 2011 års världsmästerskap i 3000 meter hinder genom att sluta trea i de nationella mästerskapen med en tid på 9:46.31. Hon tävlade dock inte på grund av skada. Hon lyckades inte kvala in till OS 2012 i London, men slutade på en trettonde plats vid de amerikanska mästerskapen om 10 kilometer med 33:36 och en sjundeplats i 3000 meter hinder vid de olympiska uttagningarna, med 9:46.30. 2 februari 2013 kvalade hon igen in till världsmästerskapen i terränglöpning-löpning med en sjätteplats på tiden 26:57.2, vid de nationella mästerskapen i St. Louis, Missouri.

## Hey There Delilah
DiCrescenzo är den som det sjungs om i Plain White T's sång "Hey There Delilah". Hon träffade Plain White T's sångare Tom Higgenson genom en gemensam bekant, och Higgenson inspirerades att skriva låten efter att han träffat henne. Även om de två aldrig varit i ett förhållande deltog Delilah i 2008 års utdelning av Grammy Award som Higgensons gäst, eftersom sången nominerats till årets låt (som dock vanns av Amy Winehouse).